# مارتن شالمرز
مارتن شالمرز (بالإنجليزية: Martin Chalmers)‏ هو مؤرخ ومترجم بريطاني، ولد في 11 نوفمبر 1948 في بيلفلد في ألمانيا، وتوفي في 22 أكتوبر 2014 في برلين في ألمانيا.

## وصلات خارجية
- الموقع الرسمي